# Эмиров, Валентин Аллахиярович
Валенти́н Аллахия́рович Эми́ров (4 [17] декабря 1914 года, село Ахты, Самурский округ, Дагестанская область, Российская империя — 10 сентября 1942 года, близ города Моздок) — советский лётчик-истребитель, Герой Советского Союза (1942, посмертно), участник Великой Отечественной войны в должности командира 926-го истребительного авиационного полка 219-й бомбардировочной авиационной дивизии 4-й воздушной армии Закавказского фронта, капитан.

## Биография
Родился 4 (17) декабря 1914 года в селе Ахты Самурского округа Дагестанской области Российской империи (ныне Ахтынский район Дагестана, Россия) в семье рабочего. По национальности лезгин.
Учился в авиационном техникуме. Окончил Таганрогский аэроклуб. В 1935 году призван в Красную Армию. В 1939 году окончил Сталинградское военное авиационное училище. В 1939—1940 годах участвовал в советско-финской войне. В 1940 году стал членом ВКП(б). Жил в Махачкале, Октябрьская улица, 105.
На фронтах Великой Отечественной войны с июня 1941 года. Командовал эскадрильей в 36-м истребительном авиационном полку. В одном из боевых вылетов на штурмовку в кабине его самолёта разорвался зенитный снаряд. Несмотря на тяжёлое ранение, Эмиров привёл самолёт на свой аэродром. После выздоровления капитан Эмиров возвратился в строй и в июле 1942 года назначен командиром формирующегося 926-го истребительного авиационного полка.
За время боевых действий (к сентябрю 1942 года) совершил 170 боевых вылетов, в воздушных боях лично сбил 7 самолётов противника. 10 сентября 1942 года, сопровождая бомбардировщики в районе города Моздок в паре с другим истребителем, вступил в бой с 6-ю истребителями противника, сбил один из них, но и сам был подбит; поэтому, будучи не в силах продолжать бой, ценой своей жизни, своим горящим самолётом протаранил ещё один самолёт врага.
Указом Президиума Верховного Совета СССР «О присвоении звания Героя Советского Союза начальствующего и рядового состава Красной Армии» от 13 декабря 1942 года за «образцовое выполнение боевых заданий командования на фронте борьбы с немецкими захватчиками и проявленные при этом отвагу и геройство» удостоен звания Героя Советского Союза.
После войны останки лётчика-истребителя были перезахоронены на Старом Русском кладбище в столице Дагестана городе Махачкале (памятник на могиле — объект культурного наследия, находится под опекой местных патриотических организаций и общественности).

## Награды
Награждён орденом Ленина, двумя орденами Красного Знамени.Герой Советского Союза посмертно

## Память
- В Махачкале именем Валентина Эмирова названа улица (Кировский район[9] и средняя общеобразовательная школа № 4.
- Именем Героя названа судно Министерства речного флота.
- В родном селе В. А. Эмирова установлен его бюст; его именем названа Ахтынская средняя общеобразовательная школа № 2.
- В посёлке Белиджи его именем названа улица[10].
- Именем героя названы улицы в городах Дагестана: Дербент, Избербаш, Каспийск, Кизилюрт, Хасавюрт.
- В городах и сёлах Дагестана есть улицы носящие имя героя: Избербаш, Новый Хушет, Касумкент, Советское, Ашага-Стал-Казмаляр, Карабудахкент, Кака-Шура, Куллар, Чахчах-Казмаляр и др.